# Фуни, Акилле
Акилле Вирджилио Сократе Фуни (итал. Achille Virgilio Socrate Funi; 26 февраля 1890, Феррара — 26 июля 1972, Аппьяно-Джентиле, Ломбардия) — итальянский живописец, скульптор, архитектор, книжный график и сценограф. Педагог. Один из инициаторов художественного движения новеченто. В 1930-е годы выступал в качестве теоретика искусства и пропагандиста искусства настенной росписи.

## Биография
Акилле Фуни посещал художественную школу имени Доссо Досси в своём родном городе, а затем, в 1906—1910 годах учился живописи в миланской Академии Брера. В 1914 году присоединился к футуристическому движению. «Принимая во внимание необходимость заново открыть для себя пластические и ритмические ценности, которые живопись прошедшего девятнадцатого века полностью утратила, Фуни разработал свою собственную форму футуризма», которая в «разложении форм и объёмов несколько напоминает динамизм Боччони», и не случайно последний посвятил ему одну из немногих монографических статей о своих современниках.

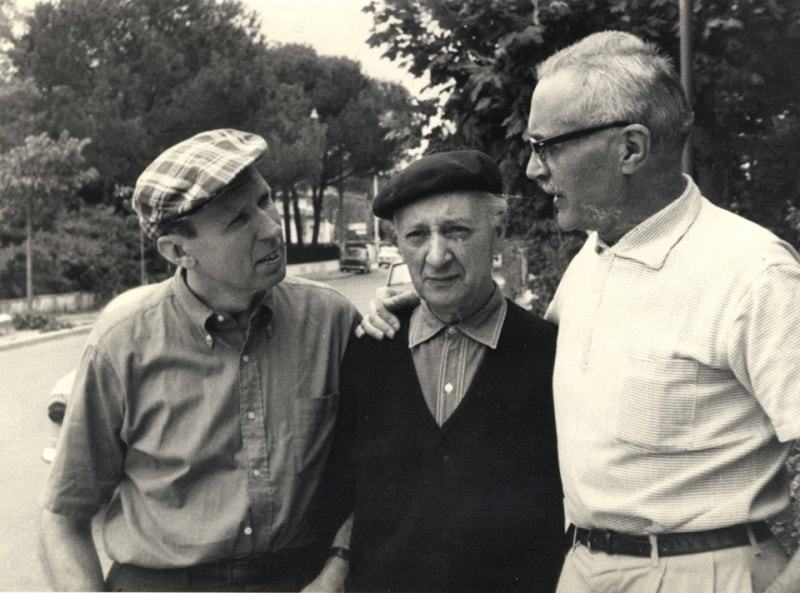
Слева направо: Эрнесто Треккани, Акилле Фуни, Родольфо Маргариа. Фотография около 1970 года

После вступления Италии в Первую мировую войну Акилле Фуни ушёл в действующую армию, вступил в батальон ломбардских добровольцев-велосипедистов.
Девять его работ были показаны на выставке «Новые тенденции» (Nuove Tendenze), которая проходила в Милане в 1914 году. От агрессивных деклараций футуристов до выступления боевых фашистов был короткий шаг. В марте 1919 года Акилле Фуни присоединился к знаменитому митингу на площади Сан-Сеполькро в Милане, который ознаменовал начало фашистского движения.
Однако даже несмотря на похвалы У. Боччони, Фуни сторонился ортодоксального футуризма, стремясь следовать классической традиции в искусстве. Его работы того времени демонстрируют внимание к устойчивым формальным ценностям, которые происходят более из синтетического кубизма или «метафизической живописи» Джорджо де Кирико, чем из футуристического динамизма или фовистского хроматизма.
Акилле Фуни участвовал в движении «Возвращение к порядку» (Ritorno all’ordine). В 1922 году в Милане была образована группа художников «Наши девятисотые» (Nostro Novecento), задуманная как альтернатива футуризму и инициировавшая «возвращение к порядку», то есть к ценностям классического искусства. Под влиянием идей Маргериты Сарфатти Акилле Фуни стал участником движения «новеченто» вместе с Ансельмо Буччи, Леонардо Дудревиллем, Джан-Эмилио Малерба, Пьетро Маруссиг, Марио Сирони и Убальдо Оппи.
После окончания войны Акилле Фуни много внимания уделял изучению античного, греко-римского искусства. В 1920-х годах художник всё более проявлял интерес к неоклассицизму. Принимал участие в первой и второй выставках «новеченто» в Милане, в 1926 и 1929 годах. В 1930-е годы занимался фресковыми росписями. В 1933 году подписал, вместе с Марио Сирони, «Манифест стенных росписей» (Manifesto della Pittura Murale), направленный против индивидуалистических концепций в искусстве. Во время Второй мировой войны Акилле Фуни создавал яркие декоративные произведения для общественных и церковных зданий Милана, Феррары и Рима, увлекался пейзажной живописью.
С 1939 года Акилле Фуни преподавал живопись в Миланской Академии Брера. В 1945 году он занял кафедру живописи в Академии Каррара в Бергамо, а затем стал директором Академии, сменив Луиджи Бриньоли. В 1950-х годах Акилле Фуни вернулся к преподаванию в Академии Брера. Его учениками были Фернандо Каркупино, Оресте Карпи, Джузеппе Аджмоне, Валерио Пилон, Альберто Мели, Дарио Фо и Валерио Адами. В 1949—1950 годах Фуни присоединился к проекту «Коллекция Вердзокки» (Сollezione Verzocchi), отправив, помимо автопортрета, картину «Скульптор». Коллекция Вердзокки в настоящее время хранится в Муниципальной художественной галерее в Форли.
Особенный интерес в монументальных работах Акилле Фуни представляют картоны (эскизы росписей в натуральную величину) композиции «Богиня Рома» (Dea Roma), над которой он работал в 1941—1942 годах. Город Рим олицетворяется в образе молодой богини с величавыми, но женственными чертами. Роспись планировалась для размещения в атриуме Дворца конгрессов EUR. Работа экспонировалась на двух ретроспективных выставках художника, организованных в 1973 году в Милане и в 1988 году в Риме. Ныне эскизы хранятся в коллекции произведений искусства «Фонд Карипло».

## Галерея. Подготовительные картоны к композиции «Богиня Рома» (Dea Roma). 1941—1942

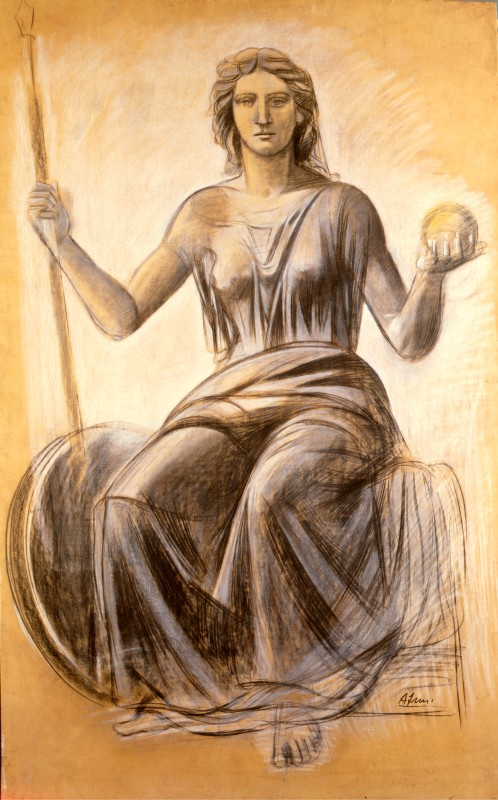
Богиня Рома. 1941-1942
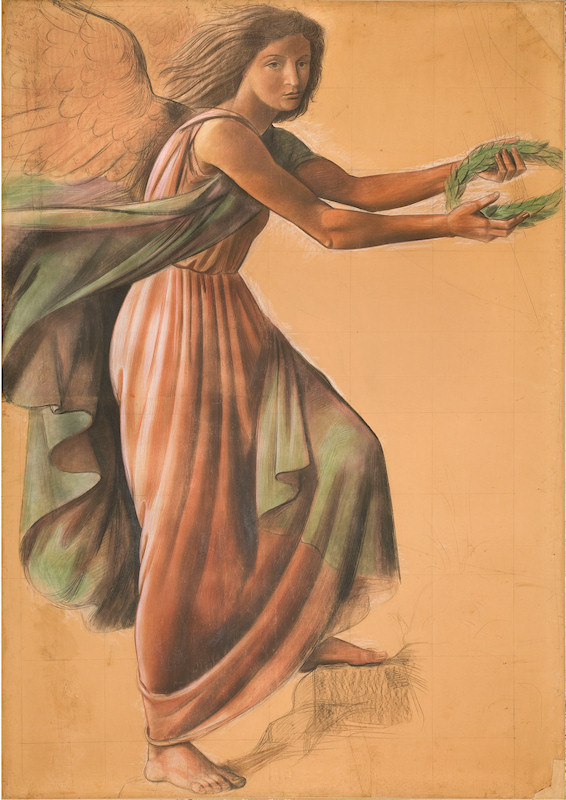
Глория (Слава). 1940
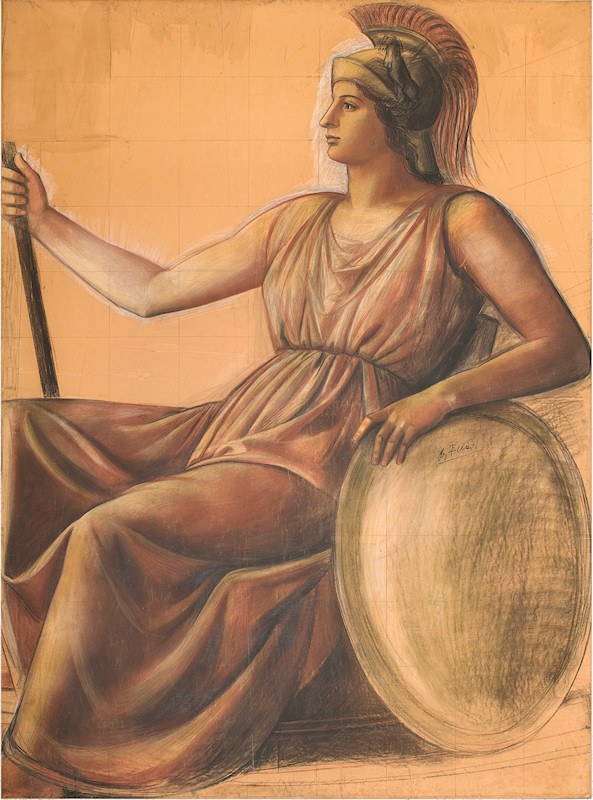
Минерва. 1940
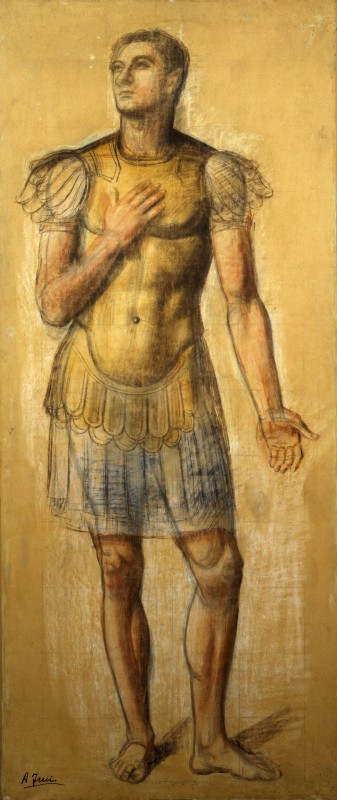
Римский солдат. 1941